# Топич, Велибор
Велибор Топич (босн. Velibor Topić; род. 1970, Мостар, Босния и Герцеговина) — боснийский актёр.

## Биография
Родился в 1970 в Мостаре, Босния и Герцеговина (бывшая Югославия), в семье с хорватскими и сербскими корнями.
Во время Боснийской войны Велибор Топич жил в Сараево и выступал в театре. Он был запечатлён на известной фотографии Энни Лейбовиц под названием «Sarajevo - The Kiss».
В 1996 переехал в Лондон.

## Карьера
Благодаря ярко выраженному восточно-европейскому акценту и холодному выражению лица у актёра сложилось амплуа «злодея». Он часто играет роли бандитов и наёмных убийц.
Известен по ролям в фильмах «Большой куш», «Царство небесное», «Адский бункер: Восстание спецназа» и «Такой же предатель, как и мы». Также он сыграл одну из главных ролей в хорватском кинофильме «Живые и мёртвые» и озвучивал одну из машин в мультфильме «Тачки 2».
В 2003 озвучивал Мартена Гундерсона в компьютерной игре «Tomb Raider: The Angel of Darkness».
В 2025 году сыграл одну из ролей второго плана в фильме «Охота на воров 2: Пантера».

## Фильмография
| Год  |    | Русское название                             | Оригинальное название               | Роль                          |
| ---- | -- | -------------------------------------------- | ----------------------------------- | ----------------------------- |
| 1997 | ф  | Святой                                       | The Saint                           | скинхед                       |
| 1997 | с  | Таггерт                                      | Taggart                             | Алексей Кианович              |
| 2000 | ф  | Большой куш                                  | Snatch                              | «Русский»                     |
| 2001 | ф  | Подстава                                     | Bodywork                            | Руди Скотт                    |
| 2003 | с  | Главный подозреваемый 6: Последний свидетель | Prime Suspect 6: The Last Witness   | Душан Зигич                   |
| 2005 | ф  | Царство небесное                             | Kingdom of Heaven                   | Альмарик                      |
| 2005 | с  | Безмолвный свидетель                         | Silent Witness                      | Крис Пивцевич                 |
| 2006 | с  | Холби Сити                                   | Holby City                          | Мирко Ковацевич               |
| 2006 | в  | Второй в команде                             | Second in Command                   | Антон Товаров                 |
| 2006 | с  | Подъём                                       | Coming Up                           | Илья                          |
| 2006 | ф  | Вторжение                                    | Breaking and Entering               | Владо                         |
| 2007 | ф  | Живые и мёртвые                              | Živi i mrtvi                        | «Вялый»                       |
| 2008 | тф | Риск стрелка Шарпа                           | Sharpe's Peril                      | полковник Владимир Драгомиров |
| 2009 | с  | Чисто английское убийство                    | The Bill                            | Славомир Железный             |
| 2009 | в  | Гол! 3                                       | Goal! III                           | румынский бармен              |
| 2010 | с  | Виртуозы                                     | Hustle                              | Чарли                         |
| 2010 | ф  | Робин Гуд                                    | Robin Hood                          | Бельведер                     |
| 2010 | ф  | Телохранитель                                | London Boulevard                    | Сторбор                       |
| 2011 | мф | Тачки 2                                      | Cars 2                              | Александер Хьюго (озвучка)    |
| 2012 | ф  | День Святого Георгия                         | St George's Day                     | албанский бандит              |
| 2012 | ф  | Дети Сараево                                 | Djeca                               | Миршад Мелич                  |
| 2013 | ф  | Адский бункер: Восстание спецназа            | Outpost: Rise of the Spetsnaz       | Аркадий                       |
| 2013 | ф  | Советник                                     | The Counselor                       | убийца из наркокартеля        |
| 2014 | ф  | Моя вина                                     | Mea culpa                           | Милан                         |
| 2014 | с  | Демоны Да Винчи                              | Da Vinci's Demons                   | Михаил                        |
| 2014 | ф  | Kingsman: Секретная служба                   | Kingsman: The Secret Service        | гопник в баре                 |
| 2015 | с  | Пересекая черту                              | Crossing Lines                      | Касун Агоста                  |
| 2016 | ф  | Такой же предатель, как и мы                 | Our Kind of Traitor                 | Эмилио Дель Оро               |
| 2018 | ф  | Вы умрёте, или мы вернём вам деньги          | Dead in a Week (Or Your Money Back) | Иван                          |
| 2018 | ф  | Миссия невыполнима: Последствия              | Mission: Impossible – Fallout       | телохранитель Золы            |
| 2021 | ф  | Смертельная зона                             | Outside the Wire                    | Ошляк                         |
| 2023 | с  | ФБР: За границей                             | FBI: International                  | Милош Зоран                   |
| 2025 | ф  | Охота на воров 2: Пантера                    | Den of Thieves 2: Pantera           | Вук                           |